# النزاع بين الهند وباكستان 2025
في 23 أبريل 2025، وقعت أزمة دبلوماسية بين الهند وباكستان بعد هجوم إرهابي في وادي بايساران بكشمير، والذي أسفر عن مقتل 25 سائحًا ومواطن محلي واحد وإصابة أكثر من 20 آخرين. اتهمت الهند باكستان بدعم الإرهاب عبر الحدود، وبدأت عمليات طرد دبلوماسي وتعليق التأشيرات وإغلاق الحدود والانسحاب من معاهدة مياه نهر السند بينما أنكرت باكستان هذه الاتهامات وردت بطرد دبلوماسي وتعليق التأشيرات وقيود تجارية وإغلاق المجال الجوي والمعابر الحدودية. كما حثت لجنة مجلس الوزراء الهندي للأمن (CCS) المواطنين الهنود بشدة على تجنب السفر إلى باكستان، ودعت الموجودين حاليًا في البلاد إلى العودة في أقرب فرصة.

## الخلفية
اندلعت حركة تمرد إسلامية مسلحة في جامو وكشمير في أواخر الثمانينيات، مما أدى إلى نزوح الهندوس الكشميريين من المنطقة، واستمر التمرد منذ ذلك الحين. حين. في 25 يوليو 2024، صرح رئيس الوزراء الهندي ناريندرا مودي أن باكستان تستخدم الحرب بالوكالة وأكد أن نواياها ضد الهند لن تنجح. في 22 أبريل 2025، أدى هجوم إرهابي في وادي بيساران بالقرب من باهالجام في منطقة أنانتناج في جامو وكشمير الخاضعة للإدارة الهندية إلى مقتل 26 سائحًا على الأقل وإصابة أكثر من 20 آخرين. أعلنت جبهة المقاومة، وهي فرع من جماعة لشكر طيبة المصنف إرهابية لتي تتخذ من باكستان مقراً لها، والتي صنفتها الأمم المتحدة  سؤوليتها عن الهجوم.

## الأزمة
في ليلة 23 أبريل، عقد وزير الخارجية الهندي فيكرام ميسري مؤتمرًا صحفيًا خاصًا بعد اجتماع مع لجنة مجلس الوزراء للأمن الهندي. وأعلن قرار الهند بتعليق معاهدة مياه نهر السند مع باكستان مؤقتًا بأثر فوري حتى تتوقف باكستان عن دعمها للإرهاب عبر الحدود. كما أعلن عن إغلاق نقطة التفتيش المتكاملة في حدود أتاري - واغاه ، وحظر سفر جميع المواطنين الباكستانيين إلى الهند بموجب برنامج الإعفاء من تأشيرة رابطة جنوب آسيا للتعاون الإقليمي ، وإلغاء جميع التأشيرات الصادرة سابقًا. بالإضافة إلى ذلك، تم طرد المستشارين العسكريين الباكستانيين في المفوضية العليا الباكستانية في نيودلهي، بينما تم سحب نظرائهم الهنود في إسلام آباد، وتم تخفيض قوة موظفي المفوضية العليا الهندية في إسلام آباد من 55 إلى 30 كحد أدنى. واعتُبرت وظائف هؤلاء المستشارين العسكريين ملغاة.
أعربت وزارة الخارجية الباكستانية عن تعازيها لأسر الضحايا، ونفى وزير الدفاع خواجة آصف مزاعم تورط بلاده في الهجوم واعتبر مثل هذه الأحداث بمثابة ثورات. ومع ذلك، في مقابلة مع سكاي نيوز ، أثناء الرد على مزاعم الإرهاب، قال الوزير آصف إن باكستان متورطة في الإرهاب بتوجيه من الولايات المتحدة وبريطانيا والغرب منذ ثلاثة عقود.
ردت باكستان على تعليق معاهدة المياه ووصفتها بأنها غير مناسبة وتفتقر إلى الجدية. كما حذرت باكستان الهند من رد شامل ردًا على الإجراءات التي أعلنتها الحكومة الهندية في أعقاب الحادث، كما صرحت بأن أي إجراء يؤثر على موارد المياه سيعتبر عملاً حربيًا. في 24 أبريل، علقت باكستان التأشيرات الممنوحة للمواطنين الهنود وأغلقت مجالها الجوي أمام الطائرات الهندية وطردت الدبلوماسيين الهنود وأمرت المستشارين العسكريين الهنود بمغادرة البلاد في موعد أقصاه 30 أبريل. ومع ذلك، ظل ممر كارتاربور مفتوحًا للحجاج السيخ. كما قطعت باكستان جميع أشكال التجارة مع الهند. كما علقت باكستان اتفاقية شيملا في 24 أبريل 2025 ردًا على ذلك. كما تم تقليص مراسم الحدود بين أتاري وواجاه ولم تتم المصافحة الرمزية.

### التصعيد على الأرض
في يوم 24 أبريل، غادرت حاملة الطائرات الهندية INS Vikrant الميناء للانتشار في بحر العرب باتجاه باكستان واستجابت باكستان بالاستعداد لإجراء تدريبات اختبار الصواريخ الحية في نفس المنطقة. أجرت القوات الجوية الباكستانية والهندية طلعات مكثفة بالقرب من خط السيطرة الفعلية. نظم المتظاهرون احتجاجات خارج المفوضية العليا للهند في إسلام آباد وحاولوا خرق المحيط ردًا على التوترات المتصاعدة. تم القبض على جندي من قوة أمن الحدود الهندية ينتمي إلى الكتيبة 182 من قوة أمن الحدود من قبل قوات رينجرز الباكستانية بعد دخوله عن طريق الخطأ إلى الأراضي الخاضعة لسيطرة باكستان على حدود فيروزبور. في الليلة ما بين 24 و25 أبريل، اشتبكت القوات الباكستانية والهندية وتبادلت إطلاق النار بالأسلحة الصغيرة في مواقع متعددة على طول خط السيطرة. في 25 أبريل، زار رئيس أركان الجيش الهندي أوبيندرا ديفيدي موقع هجوم باهالجام. استمرت المناوشات بين الجانبين في 25 أبريل.

## التصعيد العسكري
بعد الهجوم، شنّ الجيش الهندي وقوات شبه عسكرية وشرطة جامو وكشمير عملية تطويق وتفتيش مشتركة. وفُرض إغلاق مؤقت في باهالغام، ونُشرت مروحيات تابعة للجيش الهندي لتعقب المسلحين، الذين ورد أنهم فروا إلى المناطق العليا من سلسلة جبال بير بانجال.
كما نُفذت عمليات مكافحة التمرد في الإقليم. في 24 أبريل، قُتل جندي هندي وجُرح جنديان آخران خلال تبادل لإطلاق النار مع المتمردين في منطقة باسانتغار في أودامبور . وفي نفس المواجهة، قُتل القائد الكبير في جماعة عسكر طيبة ألطاف لالي على يد قوات الأمن. في 26 أبريل، دمر أفراد الأمن منازل المشتبه بهم في الإرهاب في مقاطعتي بولواما وكولجام من خلال تفجيرات مُتحكم فيها. ويُزعم أن كلا الشخصين مرتبطان بهجوم باهالجام وفقًا للسلطات الهندية.
قامت القوات الجوية الباكستانية والهندية بطلعات جوية مكثفة بالقرب من خط السيطرة. تم القبض على جندي من قوة أمن الحدود الهندية ينتمي إلى الكتيبة 182 من قوة أمن الحدود من قبل قوات رينجرز الباكستانية بعد دخوله عن طريق الخطأ إلى الجانب الباكستاني من حدود فيروزبور.
بين 24 أبريل و1 مايو، انخرط الجيشان الهندي والباكستاني في مناوشات وتبادلا إطلاق النار بالأسلحة الصغيرة. وبحسب ما ورد، بدأ الجيش الباكستاني إطلاق النار بالأسلحة الصغيرة عبر قطاعات مختلفة على طول خط السيطرة الفعلية، والذي وصفته وسائل الإعلام الهندية بأنه "غير مبرر". صرح الجيش الباكستاني أنه أسقط طائرتين بدون طيار رباعيتي المراوح تابعتين للجيش الهندي على طول خط السيطرة في قطاع ساتوال وفي قطاع ماناوار في منطقة بهيمبر.
في 28 أبريل، صرّح وزير الدفاع الباكستاني آصف بأن هجومًا من القوات المسلحة الهندية "وشيك". وفي 30 أبريل، زعمت باكستان أن لديها "معلومات استخباراتية موثوقة" تفيد بأن الهند ستشن عملاً عسكريًا في غضون ساعات قليلة. وفي ليلة 29 أبريل، فتحت القوات الباكستانية النار على الحدود الدولية على طول كشمير. وفي الأول من مايو، صرّح وزير الداخلية الهندي أميت شاه بأن الهند لن تفلت من العقاب أي إرهابي متورط في الهجوم.
في 3 مايو، تم القبض على جندي من قوات رينجرز الباكستانية من قبل قوات أمن الحدود بعد عبوره الحدود إلى الهند.
في 5 مايو، أعلنت وزارة الداخلية الهندية عن "دفاع مدني فعال في حال وقوع هجوم معادٍ" في 7 مايو عبر 7 ولايات . وكانت آخر تدريبات من هذا النوع قد أجرتها الهند عام 1971. ووفقًا للتقارير، تتضمن التدريبات ما يلي:
- تشغيل صفارات الإنذار من الغارات الجوية
- تدريب المدنيين والطلاب وغيرهم على جوانب الدفاع المدني لحماية أنفسهم في حالة وقوع هجوم معادي
- توفير تدابير التعتيم في حالة وقوع حادث؛
- توفير التمويه المبكر للمنشآت/النباتات الحيوية؛
- تحديث خطة الإخلاء واختبارها

في 6 مايو، شنت الهند ضربات صاروخية على باكستان.
وفي يوم 7 مايو، أعلنت باكستان أنها أسقطت 5 طائرات هندية من بينها 3 طائرات رافال، ووقعت بعض الاشتباكات بين الجيشين الباكستاني والهندي على الحدود بينهما.
وفي يوم 10 مايو شنت باكستان على الهند عملية عسكرية وأسمتها "البنيان المرصوص" واستهدفت بغارات جوية منشأة تخزين صواريخ وقواعد جوية هندية في باثانكوت وأودهامبور، وأفادت وسائل إعلام هندية بأن 6 انفجارات دوّت في مدينة سريناغار التي تقع ضمن السيطرة الهندية في إقليم كشمير، واستهدفت أيضاً بعض المناطق الهندية الأخرى.

## وقف إطلاق النار
وفي يوم 10 مايو أيضًا، بعد أيام من التصعيد بين الهند وباكستان، أعلن الرئيس الأميركي دونالد ترامب عن اتفاق لوقف النار شامل وفوري بين الجارتين، إلى ذلك، أعلنت هيئة الطيران الباكستانية إعادة فتح مجالها الجوي أمام جميع الرحلات، بعد إعلان إسلام آباد ونيودلهي وواشنطن اتفاقا لوقف إطلاق النار بين الهند وباكستان، وذلك بعد إغلاق استمر لأيام.

## ردود الفعل
وحثت الأمم المتحدة كلا الجانبين على ممارسة "أقصى درجات ضبط النفس" وحل القضايا دبلوماسياً.
قامت وزارة الخارجية الأمريكية بتحديث تحذيرها بشأن السفر، وأصدرت تحذيرًا من المستوى الرابع "عدم السفر" إلى جامو وكشمير، مشيرة إلى ارتفاع مخاطر الإرهاب والاضطرابات المدنية. بالإضافة إلى ذلك، أكدت السفارة الأمريكية في نيودلهي أنها تراقب الوضع عن كثب ودعت إلى تقديم الجناة إلى العدالة، مؤكدة دعمها لجهود الهند في مكافحة الإرهاب.